# Pseudomysidia fuscovaria
Pseudomysidia fuscovaria är en insektsart som beskrevs av Metcalf 1938. Pseudomysidia fuscovaria ingår i släktet Pseudomysidia och familjen Derbidae. Inga underarter finns listade i Catalogue of Life.